# Tord gorjanegre
El tord gorjanegre (Turdus atrogularis) és una espècie d'ocell de la família dels túrdids (Turdidae) que s'ha considerat una subespècie de Turdus ruficollis. Habita boscos i matolls, criant a l'Àsia central) i zona limítrofa de l'est d'Europa, des de l'est de Rússia cap a l'est, a través dels Urals, zona del riu Ienissei, el Massís de l'Altai i llac Baikal. Passa l'hivern a l'Àsia meridional des de l'Iran fins a Myanmar. Ocasionalment arriba fins a l'Europa occidental amb una citació al delta de l'Ebre el 2002.